# Fruktoza
Fruktoza ali sadni sladkor je ogljikov hidrat, natančneje enostaven ogljikov hidrat ali monosaharid. Najdemo ga v veliko različnih vrstah hrane; medu, sadju in nekateri zelenjavi. Skupaj z glukozo ter galaktozo sodi med tri najpomembnejše monosaharide v naši prehrani. Leta 1847 jo je odkril Augustin-Pierre Dubrunfaut.
Fruktoza je bela trdna snov in je najbolj topna izmed sladkorjev. Običajno jo najdemo v obliki saharoze (namizni sladkor), ki je disaharid sestavljen iz ene molekule fruktoze in ene molekule glukoze. Na leto se pridela približno 240.000 ton fruktoze v kristalinični obliki.

## Kemijske lastnosti
Kemijsko gledano je fruktoza polihidroksi keton. Sodi med heksoze, ker je sestavljena iz 6 ogljikovih atomov. Gre za strukturni ali konstitucijski oz. bolj natančno funkcionalni izomer glukoze; spojini imata enako kemijsko formulo (C6H12O6) vendar se razlikujeta po funkcionalni skupini; glukoza je aldoza, fruktoza pa ketoza. Je reducent. C atome številčimo tako, da dobi karbonilna skupina najmanjše število

### Izomerija
Skupno ima tri stereogene centre (3., 4. In 5. C atom), zato je po van't Hoffovem pravilu število diastereoizomerov enako 2³=8. 

#### Optična izomerija
Relativno konformacijo določimo glede na položaj OH skupine na stereogenem C atomu, ki je najbolj oddaljen od ketonske skupine ( pri fruktozi je to 5. C atom), ker se ta pri metabolizmu zadnja razgradi. Tako ločimo L in D-fruktozo. Slednja oblika je bolj pogosta v naravi. 

#### Ciklične oblike
Pri monosaharidih z dovolj dolgo verigo pride v raztopinah do ciklizacije; dobimo ciklično obliko  hemiacetala oziroma hemiketala. Če pri fruktozi 5. C atom napade ketonsko skupino, dobimo 5-členski obroč imenovan furanoza oziroma fruktofuranoza. Če  pa se zgodi napad s 6. C atoma, dobimo 6-člensko obliko imenovano piranoza oz. fruktopiranoza.  Pri ciklizaciji dobimo na mestu, kjer je bila prej ketonska oz. aldehidna skupina, nov stereogeni center in karbonilna skupina se pretvori v hidroksilno. To novo nastalo hidroksilno skupino imenujemo glikozidna OH skupina. 
Možni sta 2 različni razporeditvi glikozidne OH skupine (alfa in beta). Anomera, ki se razlikujeta v sučnosti, v raztopini prehajata iz ene konformacije v drugo, dokler se ne vzpostavi ravnotežje med cikličnima oblikama in aciklično. Razmerje med oblikami je značilno za posamezen monosaharid. Prehod imenujemo mutarotacija, pospešujejo pa ga kisline in baze.
Glede na izhodni optični izomer ločimo L in D oblike obročev, skupno torej poznamo 8 cikličnih oblik fruktoze. V raztopini je 70% fruktopiranoze in 22% fruktofuranoze.

### Reakcije
Ogljikovi hidrati so polifunkcionalne spojine (imajo več funkcionalnih skupin) in reakcije lahko potekajo na eni ali več funkcionalnih skupinah hkrati. Pri aciklični obliki reagira predvsem karbonilna skupina, pri ciklični pa hemiketalna oziroma hemiacetalna. 

#### Oksidacije
Tako  kot pri oksidaciji ostalih ketonov do karboksilnih kislin, pride tudi pri fruktozi do razpada ogljikove verige. Potrebujemo močan oksidant, npr. HNO3.

#### Redukcije
Pri redukciji karbonilne skupine v hidroksilno dobimo nov stereogeni center, zato nastaneta 2 epimerna alkohola; sorbitol in manitol.

#### Izomerizacije
Ketoze se pod ustreznimi pogoji lahko pretvorijo v aldoze in obratno. 

#### Kondenzacija s fenilhidrazinom
To je ena izmed dokaznih reakcij za sladkorje. Nastanejo osazoni, ki so težko topni. 

#### Reakcije na OH skupinah
Lahko potečeta etrenje in estrenje. Dobimo polietre, poliestre, acetate in acetale. S pretvorbo do acetala izgubimo sposobnost mutarotacije, reakcij na karbonilni skupini, oksidacije, tvorbe osazonov in odprto (okso) obliko. Pride lahko tudi do tvorbe glikozidov, najpogostejši so O in N, poznamo pa tudi C in S glikozide. O-glikozidi so oligosaharidi, polisaharidi in druge spojine, N-glikozidi pa se nahajajo v nukleinskih kislinah in vitaminih. 

## Fizikalne lastnosti

### Relativna sladkost
Fruktoza je približno 1,73-krat slajša od navadnega sladkorja in je najbolj sladka od naravnih ogljikovih hidratov. Njeno pridobivanje je poceni, zato jo na veliko uporabljamo v prehrambeni industriji. Za večjo sladkost je odgovorna furanozna oblika, saj je fruktopiranoza približno enako sladka kot navadni sladkor. S segrevanjem se furanozna oblika pretvori v bolj stabilno piranozno.

Sladkost pri fruktozi zaznamo prej kot pri saharozi ali dekstrozi in tudi prej dosežemo največji občutek sladkosti, hkrati občutek sladkosti tudi prej izgine.
Če pomešamo fruktozo z drugimi sladili (npr. saharoza, aspartam) bo zaznana sladkost večja od vsote  preračunanih relativnih sladkosti posameznih komponent. 

### Topnost in kristalizacija
Fruktoza je bolj topna kot ostali sladkorji in sladkorni alkoholi. Zaradi tega fruktozo težje izkristaliziramo iz vodnih raztopin, so pa živila z veliko vsebnostjo fruktoze mehkejša od živil, ki vsebujejo večji delež drugih sladkorjev.

### Higroskopnost
Fruktoza hitreje  veže in bolje zadržuje vlago od saharoze, dekstroze in drugih sladil. To lahko pripomore k daljšemu roku uporabnosti in boljši teksturi hrane.

## Absorbcija

### Mehanizem
Prosta fruktoza se absorbira direktno v želodcu,  vezana v saharozi pa se absorbira v zgornjem delu tankega črevesa. Ob stiku saharoze z membrano tankega črevesa, se sprošča encim saharaza, ki razgradi saharoza na eno glukozno in eno fruktozno enoto. Fruktoza se nato absorbira in vstopi v portalno veno, ki vodi v jetra.
Natančen mehanizem absorpcije fruktoze ni popolnoma jasen. Nekateri pravijo, da naj bi šlo za aktivni transport, ker se fruktoza lahko absorbira proti koncentracijskemu gradientu. Večina pa meni, da gre za transport s pomočjo transportnega proteina GLUT5 (angleško glucose transport protein). Koncentracija fruktoze v lumnu je večja od koncentracije v enterocitah, zato lahko fruktoza potuje v smeri koncentracijskega gradienta s pomočjo GLUT5. Iz enterocit naj bi prehajala naprej preko bazo-lateralne membrane s pomočjo GLUT2. 

### Sposobnost absorpcije
Pri večini sega od 25 do 50g na obrok in je odvisna od količine prisotne glukoze in dnevnega vnosa fruktoze. Do največje absorpcije pride, ko zaužijemo enako količino glukoze in fruktoze, zato je absorpcija iz saharoze največja, saj sta tam monosaharida vezana v razmerju 1:1. Protein GLUT5 naj bi se nasičil že pri nizkih koncentracijah fruktoze, glukoza pa naj bi povečala absorpcijo fruktoze preko od glukoze odvisnega kotransporta.  Poleg tega prisotnost fruktoze v lumnu spodbudi transkripcijo mRNA z genom za GLUT5 in s tem se poveča količina tega transportnega proteina. Količina naj bi narasla že po treh urah, po treh dneh pa se poveča hitrost prenosa z GLUT5.

### Nepopolna absorpcija
Čisto vsa fruktoza se ne absorbira v tankem črevesu. Neabsorbirani del potuje naprej v debelo črevo, kjer ga telesu lastna flora v procesu fermentacije razgradi. Sproščeni vodik se raztopi v krvi in se preko portalne vene prenese do pljuč, kjer ga izdihnemo. Z merjenjem količine izdihanega vodika lahko določimo absorpcijo fruktoze. Pri fermentaciji nastanejo tudi organske kisline, nižje maščobne kisline ter ogljikov dioksid in drugi plini. Prisotnost teh snovi povzroča napihnjenost, drisko in bolečine v trebuhu.  Večja telesna aktivnost takoj po obroku pospeši prehod hrane skozi prebavno cev, kar poveča količino fruktoze v debelem črevesu.

## Metabolizem
Za razliko od glukoze poteka skoraj izključno v jetrih in nima negativne regulacije. Posledično pride ob povečanem vnosu fruktoze do nenadzorovane tvorbe  glikogena, glukoze, piruvata, laktata... kar privede do povečane sinteze maščobnih kislin oziroma trigliceridov. V grobem ga razdelimo na dva dela. Prvi je sinteza glikogena iz DHAP in gliceraldehid 3-fosfata. Drugi pa je bodisi porabljanje teh molekul v procesu glukoneogeneze za sintezo glikogena, bodisi fruktolizna pot metabolizma do piruvata, ki se v sklopu Krebsovega cikla pretvori v citrat in je nadalje vključen v sintezo maščobnih kislin.

### Pretvorba do gliceralaldehida (GA) in dihidroksiacetonfosfata (DHAP)
Najprej poteče fosforilacija do fruktoze 1-fosfata s pomočjo encima fruktokinaze, kar prepreči, da bi fruktoza zapustila jetra. Potem poteče hidroliza preko aldolaze B; dobimo gliceralaldehid (drugo ime je propanal) in DHAP. Slednji se lahko izomerizira do gliceraldehid 3-fosfata preko trioza fosfat izomeraze ali pa ga reducira glicerol 3-fosfat dehidrogenaza do glicerol 3-fosfata. Nastale gliceralaldehide pa pretvori gliceralaldehid kinaza v gliceraldehid 3-fosfat oziroma jih gliceralaldehid 3-fosfat dehidrogenaza pretvori v glicerol 3-fosfat.

### Sinteza glikogena iz DHAP in gliceraldehid 3-fosfata
Povišani koncentraciji DHAP in glicerol 3-fosfata v jetrih povzročita glukoneogenezo pri kateri dobimo glikogen. Fruktoza je boljši substrat za sintezo glikogena od glukoze. Obnavljanje zalog glikogena ima prednost pred tvorbo trigliceridov.

### Sinteza trigliceridov iz DHAP in gliceraldehid 3-fosfata
Sinteza je prikazana na spodnji shemi. DHAP in gliceraldehid 3-fosfata se prvo pretvorita do piruvata. Piruvat se nato preko piruvat dehidrogenaze pretvori v citronsko kislino, ki običajno vstopa v Krebsov cikel, če je je preveč, pa se prenese iz mitohondrijev v citosol hepatocit, kjer ga citrat liaza poveže v acetil koencima A skupaj s še petimi kofaktorji. Iz acetil koencima A je možen nastanek holesterola, ketonskih teles in maščobnih kislin. Slednje se skupaj z glicerol 3-fosfatom povežejo v triglicerid. Trigliceridi se potem vključijo v VLDL (very low density lipoproteins), ki potujejo do maščobnih in mišičnih celic, kjer se shranjujejo.

## Vplivi na zdravje
Slaba absorbcija fruktoze vodi do napihnjenosti, driske in bolečin v trebuhu. Pretiran vnos se povezuje s spodbujanjem apetita in posledično debelostjo, putiko, večjo nevarnostjo za krvno-žilne bolezni ter poškodbo jeter.
Fruktozin glikemični indeks je približno 20 (saharoza 65, med 55), kar je najmanj izmed naravnih sladkorjev. Zaradi tega in velike sladkosti (ob pogoju, da fruktoza ni bila izpostavljena visokim temperaturam) jo lahko diabetiki zaužijejo v zmernih količinah; od 25 do 40 gramov na dan.